# Liverpool Okahandja
Il Liverpool Okahandja è una società calcistica di Okahandja, città della Namibia. Milita nella Namibia First Division e ha sede a Okahandha. Disputa le partite interne nello Stadio di Okahandja (1.500 posti), situato nella zona settentrionale della città.

## Palmarès
- Campionati namibiani: 1

2002
- Coppa della Namibia: 1

1992

## Performance nelle competizioni CAF
- Coppa delle Coppe d'Africa: una partecipazione

1993

## Giocatori celebri
- Denzil Hoaseb
- Pako Lekgari